# Nuevo Laredo
|  | Per a altres significats, vegeu «Nuevo Laredo (municipi)». |

Nuevo Laredo és una ciutat a l'estat mexicà de Tamaulipas. La ciutat és a la riba del Río Bravo, a la riba oposada de la ciutat estatunidenca de Laredo (Texas). La ciutat va ser fundada el 15 de juny de 1848, després de signat el Tractat de Guadalupe-Hidalgo amb els Estats Units. Segons el cens del 2005, la població de la ciutat era de 348.387 habitants i la del municipi sencer era de 355.827. Nuevo Laredo i Laredo, conformen una àrea metropolitana amb una població de 718.073. Nuevo Laredo és el port de trànsit de transport i comerç terrestre de Mèxic, així com Laredo n'és el més gran dels Estats Units, en ser la ruta comercial principal de Mèxic cap al Canadà. El 70% de totes les exportacions mexicanes als Estats Units es transporten per Nuevo Laredo, convertint-la en el port comercial terrestre més gran de l'Amèrica Llatina en el valor de les exportacions.